# Roel Bellens
Roeland Bellens (1951-2022) was een Vlaams econoom en professor aan diverse hogescholen en universiteiten. Hij was auteur en managing director van het onafhankelijk onderzoeksbureau Strategus.

## Levensloop
Na zijn doctoraatsopleiding TEW werkte hij tussen 1978 en 1986 in Japan en het Verenigd Koninkrijk als senior executive voor Janssen Pharmaceutica. Sinds een verkeersongeluk in 1990 zwoer hij het enge winstbejag van de financiële wereld af en verdiepte hij zich in de ethiek van de financiële wereld. Bellens kwam zo tot de constatatie dat ondernemen niet per se amoreel moet zijn, maar dat het best mogelijk is om management aan waarden te verbinden.
In 1999 stichtte Roel Bellens samen met Dominique Nédée en de professoren Guy Walraevens en Jan Colpaert het Instituut voor Waarden Management en het bedrijf Strategus, een onafhankelijke researchbureau dat ondernemingen adviseert in de analyse en creatie van aandeelhouderswaarde. Hij fungeerde als adviseur van diverse bedrijven als ABN AMRO, Grolsch, United Technologies en Canon.
Roel Bellens was tot 2007 voorzitter van het Departement Financieel Beleid aan de Hogeschool-Universiteit Brussel (EHSAL) en was er tot dan professor met ‘Beleggingsleer’, ‘Financieel Beleid’ en ‘Waardemanagement’ als onderwijsopdrachten. Bellens is tevens gastprofessor aan de Academie voor Management van de Rijksuniversiteit Groningen en aan de universiteiten van Leuven, Sint-Petersburg en Sofia.
Hij was een deskundige in waardecreatie binnen ondernemingen, waardering van vennootschappen (op basis van vrije kasstroom), sportmanagement, inkoop en outsourcing. Over deze onderwerpen publiceerde hij meer dan honderd artikels en diverse case studies waaronder de originele Marlboro Friday. Bellens stond erom bekend bij bedrijfsanalyses de focus te leggen op de vrije kasstroom. De toenmalige Financieel-Economische Tijd (De Tijd) gaf hem om die reden begin jaren negentig de bijnaam "Mr Cash".
Als autoriteit op het vlak van sporteconomie was Roeland Bellens in die hoedanigheid verbonden aan de sportacademie van Papendal in Nederland. Jaarlijks maakt hij samen met onderzoekers van EHSAL diverse casestudies. In 2000 werkte Bellens aan een financieel-economisch rapport over Belgische voetbalbedrijven. Uit de studie bleek dat het Belgische eersteklassevoetbal toen 6,5 tot 7,25 miljard frank waard was. Hij was betrokken bij de sanering van het Belgische profvoetbal en onderzocht ook de Nederlandse voetbalclubs. In juni 2004 stelde hij in het KRO-televisieprogramma Netwerk dat de Nederlandse gemeenten te gemakkelijk de geldkraan openzetten om Nederlandse voetbalclubs overeind te houden. Volgens Bellens moest het aantal huidige clubs gehalveerd te worden.
Na de publicatie van Marktgericht waarde(n)management (1997) schreef hij een tweede boek over waardemanagement, gebaseerd op de integratie van financieel management, marketing en strategie, en begeleidt managementteams op dit vlak. In 2003 publiceerde Bellens het boek "De 3 Dimensies van Waardecreatie", met een voorwoord van Herman Van Rompuy.
Hij hield regelmatig lezingen over de evolutie van de waardeketen en de gevolgen hiervan op de nieuwe positionering van bedrijven. In 2003 publiceerde hij een nieuw boek hierover met speciale aandacht voor de strategische rol van outsourcing en inkoop: De drie dimensies van waardecreatie.